# PDF/X
PDF/X는 ISO PDF 표준의 하위 집합이다. PDF/X의 목적은 그래픽 교환을 용이하게 하는 것이므로, 표준 PDF 파일에는 적용되지 않는 인쇄 관련 요구사항을 가지고 있다. 예를 들어, PDF/X-1a에서는 모든 글꼴이 내장되어야 하고 모든 이미지는 CMYK 또는 별색이어야 한다. PDF/X-3은 보정된 RGB 및 CIELAB 색상을 허용하며, PDF/X-1a의 다른 대부분의 제한 사항을 유지한다.
PDF/X 파일은 특정 제한을 따라야 할 뿐만 아니라, PDF 내부에 해당 PDF/X 버전을 명시하는 특별한 파일 식별자를 포함해야 한다. 이는 다른 버전의 모든 요구사항이 충족되더라도 파일이 단일 특정 PDF/X 표준에만 부합할 수 있음을 의미한다.
인쇄 조건 또는 출력 의도는 파일에 명시되어야 한다. 이는 "CGATS TR 001 SWOP"과 같은 코드를 사용하여 표준 프로파일 형식으로 지정될 수 있다.
색상이 관리되는 데이터가 포함된 PDF/X 파일에서는 각 색상이 관리되는 그래픽이 자체 색상 프로파일을 가지므로, 파일 전체가 CMYK이더라도 개별 그래픽은 RGB일 수 있다(보정 정보 포함).
다양한 상자가 정의되어야 한다. 전체 문서의 크기를 정의하는 MediaBox와 인쇄 가능한 영역의 범위를 정의하는 ArtBox 또는 TrimBox이다. 파일이 재단 여백과 함께 인쇄될 경우, TrimBox/ArtBox보다 크지만 MediaBox보다 작은 BleedBox가 정의되어야 한다.
활성 콘텐츠는 PDF/X 파일에서 허용되지 않는다. 이는 양식, 서명, 주석, 내장된 소리 및 동영상과 같은 표준 PDF 기능이 PDF/X에서 허용되지 않음을 의미한다. PDF/X 표준에서 금지된 기능도 파일 렌더링에 영향을 미치지 않는다면 때때로 사용될 수 있다. 이는 BleedBox 외부의 주석과 같은 것을 허용한다.
PDF/X-6는 PDF 2.0을 기반으로 하는 새로운 인쇄 제작 표준으로 개발 중이다.

## PDF/X 표준 목록
PDF/X는 ISO 표준 15929 및 15930에 공식화되어 있다.
- ISO 15929 (2008년 3월에 철회되어 더 이상 공식 표준이 아님)는 PDF/X 표준 개발을 위한 지침과 원칙을 명시했다.
- ISO 15930은 특정 구현을 정의한다.
  - ISO 15930-1:2001: PDF/X-1a:2001, PDF 1.3을 기반으로 하는 CMYK + 별색의 블라인드 교환
  - ISO 15930-2: PDF/X-2, 발행되지 않음.
  - ISO 15930-3:2002: PDF/X-3:2002, PDF 1.3을 기반으로 ICC 프로파일을 사용하여 CMYK, 별색, 보정된(관리되는) RGB, CIELAB을 허용한다.
  - ISO 15930-4:2003: PDF/X-1a:2003, PDF 1.4를 기반으로 하는 PDF/X-1a:2001의 개정판
  - ISO 15930-5:2003: PDF/X-2, OPI와 유사한(외부 링크된) 데이터를 포함할 수 있는 PDF/X-3의 확장판이다. 2011년에 철회되었다.
  - ISO 15930-6:2003: PDF/X-3:2003, PDF 1.4를 기반으로 하는 PDF/X-3:2002의 개정판
  - ISO 15930-7:2008: PDF/X-4, 색상 관리되는 CMYK, 회색, RGB 또는 별색 데이터가 PDF 투명도 및 선택적 콘텐츠와 함께 지원된다. 출력 의도의 ICC 프로파일이 외부에서 제공될 때 PDF/X-4p라는 두 번째 적합성 수준을 사용할 수 있다. PDF 1.6을 사용한다. 사소한 수정 및 개선(파일 식별 변경 없음)이 포함된 두 번째 판은 ISO 15930-7:2010이다.
  - ISO 15930-8:2008: PDF/X-5, 사소한 수정 및 개선(파일 식별 변경 없음)이 포함된 두 번째 판은 ISO 15930-8:2010이다. PDF 1.6을 기반으로 한다. 세 가지 적합성 수준의 모음:
    - PDF/X-5g: 외부 그래픽 콘텐츠를 사용할 수 있도록 하는 PDF/X-4의 확장판이다. 이는 OPI와 유사한(Open Prepress Interface) 워크플로우로 설명될 수 있다. 특히, 이는 PDF 외부에 있는 그래픽을 참조할 수 있도록 하여 "저해상도로 작업할 수 있도록 하여... 요구 사항을 줄이는 데 가치"를 가진다. [ISO-15930-8:2010].
    - PDF/X-5pg: 출력 의도를 위한 외부 ICC 프로파일에 대한 참조와 함께 외부 그래픽 콘텐츠를 사용할 수 있도록 하는 PDF/X-4p의 확장판이다.
    - PDF/X-5n: 출력 의도를 위한 외부에서 제공되는 ICC 프로파일이 회색조, RGB 및 CMYK 이외의 색상 공간을 사용하도록 허용하는 PDF/X-4p의 확장판이다.

  - ISO 15930-9:2020: PDF 2.0 (ISO 32000‑2)을 기반으로 하는 PDF/X-6이며 2020년 11월에 발행되었다. 외부 프로파일 참조를 통한 인쇄 데이터의 부분 교환을 위한 PDF/X-6p 및 PDF/X-6n 확장을 정의한다.

## 식별
모든 PDF/X 버전은 해당 버전의 PDF/X에 부합함을 나타내는 파일 식별자를 포함한다. 이는 사용된 표준에 따라 문서 정보 사전, 문서 메타데이터 또는 둘 다에 나타난다. 2010년 현재, 파일 식별자의 전체 목록은 다음과 같다: PDF/X-1:2001, PDF/X-1a:2001, PDF/X-1a:2003, PDF/X-3:2002, PDF/X-3:2003, PDF/X-4, PDF/X-4p, PDF/X-5g, PDF/X-5pg. 이는 PDF/X-1a 및 PDF/X-3의 다양한 개정판이 별개의 유형인 반면, PDF/X-4 및 PDF/X-5 변형의 개정판은 그렇지 않음을 의미한다.

## 같이 보기
- PDF
- PDF/A
- PDF/E
- PDF/UA
- PDF/VT